# Дубровский сельсовет (Пензенская область)
Дубровский сельсовет — муниципальное образование со статусом сельского поселения в Спасском районе Пензенской области.
Административным центром поселения является село Дубровки.

## История
Статус и границы сельского поселения установлены Законом Пензенской области от 2 ноября 2004 года № 690-ЗПО «О границах муниципальных образований Пензенской области».

## Население
| 2002 | 2010  | 2012 | 2013 | 2014 | 2015 | 2016 |
| ---- | ----- | ---- | ---- | ---- | ---- | ---- |
| 1140 | ↘1038 | ↘989 | ↘943 | ↘903 | ↘871 | ↘863 |
| 2017 | 2018  | 2021 |      |      |      |      |
| ↘850 | ↘835  | ↘778 |      |      |      |      |

## Состав сельского поселения
В состав сельского поселения входят 4 населённых пункта:
| № | Населённый пункт | Тип населённого пункта       | Население |
| - | ---------------- | ---------------------------- | --------- |
| 1 | Дубровки         | село, административный центр | ↘841      |
| 2 | Ермолаевка       | деревня                      | 0         |
| 3 | Красный Восток   | посёлок                      | 52        |
| 4 | Цепаево          | село                         | ↘145      |

### Упразднённые населённые пункты
Козловка — русская деревня, находилась на левом берегу Шелдаиса в 4 км к западу-юго-западу от Дубровок. Появилась в середине XVII века как вотчина Артемия Козлова. В 1682 году здесь была церковь во имя Рождества Христова. Часть села населяли государственные крестьяне. С 1780 года — в составе Наровчатского уезда; в 1877 — в Дубровской волости. Решением Пензенского облисполкома от 11.3.1987 года исключена из списков населённых пунктов.

## Известные жители
В Козловке родились:
- Прасковья Петровна Агапова (1917—2000) — свинарка колхоза «Беднодемьяновский», Герой Социалистического Труда (1966).
- Иван Федосеевич Ульянов (1907—1968) — командир полка в годы Великой Отечественной войны, Герой Советского Союза (1945).